# Прапор Головського
Прапор Головського — офіційний символ села Головське, Дрогобицького району Львівської області, затверджений 4 лютого 2008 р. рішенням сесії Головської сільської ради.
Автор — А. Гречило.

## Опис
Квадратне полотнище, яке складається з трьох рівношироких діагональних смуг (ідуть з нижнього кута від древка) — зеленої, синьої, та жовтої; на середній синій — дві геральдичні троянди з білими пелюстками та жовтими осердями і листочками.

## Значення символів
Синє поле означає місцеві водні ресурси, зелене  — багаті ліси, жовте уособлює сільське господарство, щедрість і добробут. Дві геральдичні троянди можуть означати два села, що підпорядковані сільській раді.